# Alto Alentejo (Provinz)

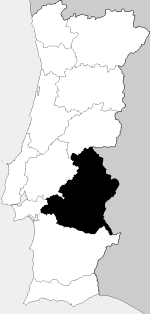
Frühere Provinz Alto Alentejo

Alto Alentejo (portugiesisch für Oberes Jenseits-des-Tejo bzw. Oberalentejo) war von 1936 bis 1976 eine der elf Provinzen Portugals. Sie existieren heute nur noch in der Umgangssprache oder in historisch begründeten Begriffen.
Évora war die Hauptstadt der Provinz. Sie umfasste das Gebiet des heutigen Distrikt Évora und fast den ganzen Distrikt Portalegre, mit Ausnahme des Kreises Ponte de Sor, der zum Ribatejo gehörte.
Der Begriff des Alto Alentejo bezeichnet in der heutigen Verwaltungsgliederung Portugals lediglich die statistische Subregion des Alto Alentejo.